# São Valentim do Sul
São Valentim do Sul is een gemeente in de Braziliaanse deelstaat Rio Grande do Sul. De gemeente telt 2.336 inwoners (schatting 2009).